# David Hanson
Pour les articles homonymes, voir Hanson.
David Hanson (né le 12 avril 1954 à Cumberland dans le Wisconsin, États-Unis) est un joueur professionnel américain de hockey sur glace et aussi membre des « Frères Hanson » du film La Castagne (Slapshot). Il connut aussi une carrière en tant qu'acteur.

## Carrière en club
Il commença sa carrière professionnelle avec les Jets de Johnstown dans la North American Hockey League où il évolua avec les futurs « frères Hanson » (Jeff et Steve Carlson) du film portant sur le hockey, La Castagne (Slapshot). Après trois saisons avec les Jets, il se joint aux Fighting Saints du Minnesota, équipe de l'Association mondiale de hockey qui l'avait repêché au 6e tour (88e au total) en 1974. Sa carrière dans l'AMH ne dura que trois saisons. Par la suite, il joua brièvement pour les Red Wings de Détroit et pour les North Stars du Minnesota dans la Ligue nationale de hockey. Il passa la majorité de sa carrière de dix saisons (1974-1984) professionnelles dans les ligues mineures. À la fin de la saison 1983-84, il fut entraineur-chef des Bulls de Birmingham pour les trois dernières parties de la saison.
Il est actuellement un professeur d'anglais dans une université de Thaïlande.

## Statistiques
Pour les significations des abréviations, voir Statistiques du hockey sur glace.
| Saison     | Équipe                            | Ligue      |     | Saison régulière | Saison régulière | Saison régulière | Saison régulière | Saison régulière |   | Séries éliminatoires | Séries éliminatoires | Séries éliminatoires | Séries éliminatoires | Séries éliminatoires |
| Saison     | Équipe                            | Ligue      | PJ  | B                | A                | Pts              | Pun              | PJ               | B | A                    | Pts                  | Pun                  |                      |                      |
| 1973-1974  | Vulcans de Saint-Louis            | USHL       | 56  | 9                | 13               | 22               | 220              |                  |   |                      |                      |                      |                      |                      |
| 1974-1975  | Jets de Johnstown                 | NAHL       | 72  | 10               | 24               | 34               | 249              | 14               | 1 | 0                    | 1                    | 44                   |                      |                      |
| 1975-1976  | Jets de Johnstown                 | NAHL       | 66  | 8                | 21               | 29               | 311              | 9                | 0 | 3                    | 3                    | 54                   |                      |                      |
| 1976-1977  | Jets de Johnstown                 | NAHL       | 6   | 0                | 3                | 3                | 27               |                  |   |                      |                      |                      |                      |                      |
| 1976-1977  | Gulls de Hampton                  | SHL        | 28  | 5                | 7                | 12               | 188              |                  |   |                      |                      |                      |                      |                      |
| 1976-1977  | Reds de Rhode Island              | LAH        | 27  | 2                | 10               | 12               | 98               |                  |   |                      |                      |                      |                      |                      |
| 1976-1977  | Fighting Saints du Minnesota      | AMH        | 7   | 0                | 2                | 2                | 35               |                  |   |                      |                      |                      |                      |                      |
| 1976-1977  | Whalers de la Nouvelle-Angleterre | AMH        | 1   | 0                | 0                | 0                | 9                | 1                | 0 | 0                    | 0                    | 0                    |                      |                      |
| 1977-1978  | Red Wings de Kansas City          | LCH        | 15  | 0                | 0                | 0                | 41               |                  |   |                      |                      |                      |                      |                      |
| 1977-1978  | Gulls de Hampton                  | LAH        | 5   | 0                | 3                | 3                | 8                |                  |   |                      |                      |                      |                      |                      |
| 1977-1978  | Bulls de Birmingham               | AMH        | 42  | 7                | 16               | 23               | 241              | 5                | 0 | 1                    | 1                    | 48                   |                      |                      |
| 1978-1979  | Bulls de Birmingham               | AMH        | 53  | 6                | 22               | 28               | 212              |                  |   |                      |                      |                      |                      |                      |
| 1978-1979  | Red Wings de Détroit              | LNH        | 11  | 0                | 0                | 0                | 26               |                  |   |                      |                      |                      |                      |                      |
| 1979-1980  | Stars d'Oklahoma City             | LCH        | 6   | 0                | 0                | 0                | 12               |                  |   |                      |                      |                      |                      |                      |
| 1979-1980  | Bulls de Birmingham               | LCH        | 33  | 4                | 6                | 10               | 174              |                  |   |                      |                      |                      |                      |                      |
| 1979-1980  | North Stars du Minnesota          | LNH        | 22  | 1                | 1                | 2                | 39               |                  |   |                      |                      |                      |                      |                      |
| 1980-1981  | Red Wings de l'Adirondack         | LAH        | 77  | 11               | 21               | 32               | 267              | 18               | 1 | 4                    | 5                    | 30                   |                      |                      |
| 1981-1982  | Red Wings de l'Adirondack         | LAH        | 75  | 11               | 23               | 34               | 206              | 5                | 1 | 3                    | 4                    | 23                   |                      |                      |
| 1982-1983  | Checkers d'Indianapolis           | LCH        | 80  | 18               | 21               | 39               | 285              | 5                | 1 | 3                    | 4                    | 2                    |                      |                      |
| 1983-1984  | Checkers d'Indianapolis           | LCH        | 1   | 0                | 0                | 0                | 0                |                  |   |                      |                      |                      |                      |                      |
| 1983-1984  | Goaldiggers de Toledo             | LIH        | 68  | 11               | 26               | 37               | 120              | 9                | 1 | 3                    | 4                    | 33                   |                      |                      |
| Totaux AMH | Totaux AMH                        | Totaux AMH | 103 | 13               | 40               | 53               | 497              | 6                | 0 | 1                    | 1                    | 48                   |                      |                      |
| Totaux LNH | Totaux LNH                        | Totaux LNH | 33  | 1                | 1                | 2                | 65               |                  |   |                      |                      |                      |                      |                      |

## Carrière d'acteur

### Filmographie sélective
- 2002 : La Castagne 2 (Slap Shot 2: Breaking the Ice) : Jack Hanson (Voix uniquement)
- 1987 : Rumpole of the Bailey (TV - 1 épisode) : Jasper James
- 1982 et 1984 : Bizarre, bizarre (TV - 2 épisodes)
- 1982 : The Gentle Touch (TV - 1 épisode) : Docteur de la police
- 1978 : The Fall and Rise of Reginald Perrin (TV - 1 épisode) : Employé de banque
- 1978 : Within These Walls (TV - 1 épisode) : Monsieur Hastings
- 1977 : Secret Army (TV - 1 épisode) : Emile
- 1977 : La Castagne (Slap Shot) : Jack Hanson

## Parenté dans le sport
- Père du joueur Christian Hanson.

## Sources & Liens externes
Sources
- hockeydb.com
- LegendsofHockey.net
- « David Hanson » (présentation), sur l'Internet Movie Database